# Yohou Christiane Guédé
Yohou Christiane Guede (født 23. august 1978) er en ivoriansk håndboldspiller. Hun spiller på Elfenbenskystens håndboldlandshold, og deltog under VM 2011 i Brasilien.

## Klubber
- PEC/JC Handball Féminin

## Meritter
- Bronze ved All Africa Games i 2007 i Algier sammen med Christine Adjouablé, Céline Dongo, Alimata Dosso, Paula Gondo, Rachelle Kuyo, N'Cho Elodie Mambo, Robeace Abogny, Mariam Traoré, Nathalie Kregbo, Julie Toualy, Candide Zanzan og Edwige Zady.
- Sølv ved Afrikamesterskabet 2008
- Bronze ved Afrikamesterskabet 2010